# Oxid rhodito-platičitý
Oxid rhodito-platičitý, také nazývaný Nišimurův katalyzátor, je anorganická sloučenina používaná jako katalyzátor hydrogenací.

## Použití
Oxid rhodito–platičitý se používá na redukce aromatických sloučenin na příslušné cykloalkany nebo nasycené heterocyklické sloučeniny za mírných podmínek (často jde o pokojovou teplotu a atmosférický tlak). V těchto reakcích se používá přednostně oproti ostatním katalyzátorům, jako je například oxid platičitý. S jeho použitím lze reakce provést s minimálními ztrátami kyslíkatých skupin při hydrogenolýzách.

## Příprava
Vodný roztok chloridu rhoditého, kyseliny hexachloroplatičité a dusičnanu sodného se odpaří a vzniklá směs se roztaví v porcelánové misce za 460–480 °C do vytěkání oxidů dusíku (což trvá kolem 10 minut). Výsledný pevný produkt se promyje destilovanou vodou a zředěným roztokem dusičnanu sodného a po vysušení chloridem vápenatým vznikne katalyzátor. Poměr Rh/Pt bývá většinou 3:1 nebo 7:3.